# Carlo Ambrogio Lonati
Carlo Ambrogio Lonati (Milano, 1645 ? – 1715 ?) è stato un musicista, compositore e violinista italiano.
Fu anche cantante, attore ed impresario.

## Biografia
Carlo Ambrogio (Ambrosio) Lonati (o Leinati, Lainati, Leonati, Lunati), fu un compositore e violinista lombardo. Nacque a Milano attorno al 1645. Non sono noti il luogo e la data della sua morte, avvenuta quasi certamente fra il 1710 e il 1715.
 
Né si conoscono con certezza i suoi insegnanti, sebbene sia probabile che egli fece i suoi studi nell'ambiente musicale milanese, ma si dice che egli, a sua volta, sia stato il primo maestro di Francesco Geminiani

Carlo Lonati era affetto da cifosi e perciò fu soprannominato "il gobbo del violino".
1665 - 1676
Nel periodo 1665-1667, Lonati lavorò come violinista alla corte di Pedro Antonio de Aragón, viceré di Napoli, presso il quale svolse anche il ruolo di cantante e di violinista per l'opera, in particolare ne "L'Amor de Vendetta" di Bernardo Pasquini e, nel 1677, in "Scipione l'affricano" di Francesco Cavalli.
Nel '73 si trasferì a Roma, dove la regina Cristina di Svezia aveva aperto a Tordinona il primo teatro operistico di Roma aperto al pubblico. Lonati, quindi, lavorò al servizio delle regina e da quel momento il suo soprannome divenne «Il gobbo della regina di Svezia». Recitò, anche, e il suo ruolo più ricordato fu quello comico di Vafrindo (un paggio gobbo) che canta e suona il violino in scena. Si specializzò così, per quel periodo, nelle parti di cantante buffo, ma contestualmente di virtuoso del violino. Comparve in ruoli simili di diverse opere, e fu notato come straordinario violinista

La regina Cristina, per la sua abilità di musicista, lo nominò infatti "Maestro di cappella", assieme a Giacomo Carissimi.
Nel biennio '74-'75 suonò anche negli oratori. In particolare in quello dell'Arciconfraternita del SS. Crocifisso della chiesa di S. Marcello (oggi S. Marcello al Corso) e nella chiesa di S. Luigi de' Francesi, per la festività del santo..
Appartenne anche alla congregazione dei "Musici di S. Cecilia".
In seguito, a causa della chiusura del teatro Tordinona nel 1675, fu nominato violinista presso la Chiesa del Santissimo Crocifisso.
Altre fonti indicano inoltre che, negli anni romani, Lonati lasciò provvisoriamente la Città per partecipare a due opere veneziane di Giovanni Legrenzi: "Adone in Cipro" e "Germanico sul Reno", rappresentate al teatro S. Salvatore per il carnevale del 1676.. Nel periodo di lavoro presso la regina Cristina, a Roma, Lonati compose la maggior parte delle sue opere strumentali, che ispirarono particolarmente le composizioni di Arcangelo Corelli e di Henry Purcell. E a Roma egli ebbe contatti anche con Lelio Colista, liutista, e Alessandro Stradella, col quale lavorò in seguito anche a Genova, come impresario del teatro Falconi. Delle composizioni del periodo romano si conoscono le 9 Sonate, dette "simfonie". In esse l'impianto è certamente di scuola romana, mentre lo stile armonico è ancora pienamente
milanese o, comunque, nord-italiano.
1677 - 1683
In questi anni Lonati fu dapprima a Genova, come impresario del teatro Falcone e mise in scena il suo primo dramma musicale, l'"Antioco" (o "Amor per destino"), nonché l' "Amor stravagante" o "Amor per vendetta ovvero l'Alcasta" di Bernardo Pasquini. A Genova lo raggiunse Stradella, con il quale è probabile che abbia compiuto un viaggio a Madrid per esibirsi nella cappella reale.
Dopo l'assassinio di Alessandro Stradella, egli fu espulso da Genova e tornò forse brevemente e Roma, per suonare in S. Luigi de' Francesi.. Ma per tutto questo periodo
i suoi spostamenti e le sue attività non sono chiare, sino al 1684.
1684 - 1691
Nel 1684 Lonati si trasferì a Mantova, come virtuoso del violino, al servizio di Ferdinando Carlo, duca di Mantova. E in quel periodo, per la corte di Modena, compose nel 1685 il suo unico "oratorio": "L'innocenza di Davide illesa dai furori di Saullo", che fu eseguito nel 1686 nella chiesa di S. Carlo Rotondo. Compose anche la sua opera teatrale più nota: "Ariberto e Flavio, regi de' Longobardi". L'opera fu rappresentata con notevole successo a Venezia, al teatro S. Salvatore.

Ancora per la corte di Modena, Lonati si produsse nella composizione di un "dramma musicale": "I due germani rivali", andato in scena alla fine del 1686 al teatro Fontanelli di Modena.
Lonati rimase alla corte mantovana per tutti gli anni 1680, quindi tornò nella sua città, Milano, per trascorrervi gli anni della maturità. A Milano, cinque o sei delle sue dieci opere conosciute vennero rappresentate. Tra la fine del 1686 e il 1688 Lonati si recò anche a Londra, in compagnia del famoso cantante Giovanni Francesco Grossi, al servizio della regina d'Inghilterra Maria Beatrice d'Este.

Nel 1691 il suo nome era ancora presente nell'elenco dei musicisti della corte di Mantova, mentre, nello stesso periodo, egli veniva sempre più citato nella vita musicale di Milano. In questi ultimi anni compose una nuova sua versione de "Scipione l'africano", nel 1692, e "L'Aiace" nel 1694, ambedue rappresentati al Nuovo Teatro Regio di Milano.
Carlo Ambrogio Lonati morì nel 1710 o nel 1715 all'età, rispettivamente, di circa 65 o 70 anni. Non è nota la località della sua morte, ma si presume che, in vecchiaia, egli non si sia allontanato da Milano.
Cinquanta anni dopo, nel 1760, Francesco Maria Veracini scrisse di lui come di uno dei maggiori violinisti del suo secolo.

## Opere
Opere strumentali
- 9 sonate, dette "simfonie".
- 12 sonate per violino e basso continuo in forma di ciaccona. Sono la sua composizione migliore e la più nota. Scritte nel 1701, furono l'ultima composizione di Lonati, che la dedicò a Leopoldo I d'Asburgo. Furono pubblicate a Salisburgo.[19]

In queste sonate Lonati chiede molto all'esecutore, arrivando alla 7ª posizione e prevedendo passaggi di terze e di seste. Esse pervennero a Johann Georg Pisendel a Dresda, ma nel 1945 fu appurato che si trattava di copie, gli originali essendo andati perduti.
 Lonati infatti aveva deliberatamente scelto di non far stampare il suo lavoro, affinché 
 come indicato dal Veracini in una citazione letterale.
Opere liriche e drammi musicali
- Amor per destino o Antioco, (libretto di Nicolò Minato) , 1678 - Genova.
- Ariberto e Flavio, regi de' Longobardi, (libretto di Rinaldo Cialli), 9 dicembre 1684 - Venezia, Teatro S. Salvatore.[20].
- Enea in Italia, (libretto di Giacomo Francesco Bussani), 1686 - Milano, Regio Teatro Nuovo.
- I due germani rivali, 1686 - Modena, Teatro Fontanelli.
- Scipione africano, (libretto di Nicolò Minato), 1692 - Milano, Nuovo Teatro Regio.
- L'Aiace, (libretto di Pietro d'Averara), 1694 - Milano, Nuovo Teatro Regio, (con Paolo Magni e Francesco Ballarotti).[21]

Opere sacre
- L'innocenza di Davide, oratorio per 5 voci, coro e strumenti (1685).

Varie
- Canzonette a due voci, arie per voce solista e cantate.

## Discografia
- Simfoniæ Romanæ, sonata in trio romana, 3 sinfonie per due violini (in re, in sol e in do) - Accademia per musica, dir. Christoph Timpe (26-28 marzo 2001, Capriccio 67 025) — con opere di Alessandro Stradella e Lelio Colista - OCLC 937052684.
- Roma 1670: 3 sinfonie per due violini (in la min. e in do magg.) - Il Concerto d'Arianna (4-5 dicembre 2006, Dynamic CDS 632) — con opere di Arcangelo Corelli, Alessandro Stradella e Carlo Mannelli - OCLC 811454115.
- Sonate da camera (estratte dalle 12 sonate del 1701, numeri 1, 2, 3, 6, e «Ciaccona») - Ars Antiqua Austria, dir. Gunar Letzbor, (7-10 marzo 2016, Pan Classics, PC 10363).